# کاپاکلی
کاپاکلی (به ترکی استانبولی: Kapaklı) شهری است در کشور ترکیه که در استان تکیرداغ واقع شده‌است. جمعیت این شهر بر اساس سرشماری سال ۲۰۰۸ میلادی ۴۶٬۷۶۰ نفر و بر اساس برآوردهای سال ۲۰۰۹ میلادی ۵۱٬۵۶۴ نفر می‌باشد.